# Örebro
Pour la commune, voir Örebro (commune).
Örebro (/œrɛˈbruː/) est une ville suédoise située sur le lac Hjälmaren. Avec 107 038 habitants, elle se place au sixième rang des villes les plus peuplées de Suède. Elle est le siège de la commune d'Örebro, et le chef-lieu du comté d'Örebro.
La ville a été de tout temps un important point de passage, et possède une position centrale dans le pays. Ceci a permis le développement du commerce, en particulier des métaux extraits des mines du Bergslagen. 
Son incorporation au XVIe siècle au duché du futur roi Charles IX de Suède offre à la ville un élan économique important, ainsi qu'un rôle politique. Si la ville subit ensuite un certain déclin économique, elle retrouve sa prospérité en s'industrialisant, se spécialisant en particulier dans la production de chaussures. Après la fermeture des usines dans les années 1970, la ville se reconvertit avec succès dans une industrie de service, mais aussi de la connaissance avec l'ouverture de l'université d'Örebro.

## Géographie

### Localisation
Örebro est située à l'extrémité ouest de la Mälardalen, une zone comprenant plusieurs villes comptant parmi les plus peuplées de Suède, telles que le Stockholm (1 250 020 hab.), Uppsala (128 409 hab.), Västerås (107 005 hab.), Södertälje (60 279 hab.) et Eskilstuna (60 185 hab.). La ville occupe une position centrale en Suède et en Scandinavie, se trouvant à 200 km de Stockholm et 300 km de Göteborg et Oslo.
La ville est située sur la rive ouest du grand lac de Hjälmaren, à l'embouchure de la Svartån. Örebro est ainsi à l'ouest de tout un réseau hydrologique continu (Hjälmaren-Eskilstunaån-lac Mälar-Stockholms ström-mer Baltique) formant une barrière naturelle entre le nord et le sud du Svealand. Ainsi, Örebro s'est naturellement imposée comme lieu de passage essentiel.
La ville est bordée par des eskers, vestiges des glaciations durant lesquelles la Scandinavie était recouverte par des glaciers.

### Climat
| Mois                     | jan. | fév. | mars | avril | mai  | juin | jui. | août | sep. | oct. | nov. | déc. | année |
| ------------------------ | ---- | ---- | ---- | ----- | ---- | ---- | ---- | ---- | ---- | ---- | ---- | ---- | ----- |
| Température moyenne (°C) | −4   | −4   | −0,5 | 4,3   | 10,7 | 15,3 | 16,5 | 15,3 | 10,9 | 6,6  | 1,3  | −2,4 | 5,8   |
| Précipitations (mm)      | 45,3 | 33,8 | 32,6 | 37,9  | 42,6 | 51,4 | 76,5 | 68,9 | 73   | 57,4 | 59,5 | 46,4 | 625,3 |

## Toponymie
À la fin du XIIe siècle et le début du XIIIe siècle, la ville apparaît sous le nom Horebro comme on peut le voir par exemple dans une lettre de donation du jarl Birger Brosa. Le nom apparaît ensuite sous la forme Ørabro en 1260. Ce nom provient du pont (bro) permettant de traverser la Svartån, öre désignant les graviers sur lesquels reposait ce pont.

## Histoire

### Moyen Âge
Örebro devint une ville au plus tard en 1260. La position stratégique sur plusieurs voies importantes ont fait d'elle une place centrale du commerce. Une forteresse fut construite autour du XIIIe siècle, là où se situe l'actuel château. Plusieurs marchés étaient tenus dans la ville, dont le plus important était Hindersmässan, tenu en hiver, qui attirait des foules provenant de tout le centre de la Suède.
Le château d'Örebro fut construit au XIVe siècle. Il fut théâtre de plusieurs conflits dont la révolte d'Engelbrekt, après laquelle il devint propriété d'Engelbrekt Engelbrektsson. Mais ces conflits affaiblirent l'économie de la ville, à tel point qu'elle fut exonérée de taxes pendant 6 ans à partir de 1464.

### XVIe–XIXesiècles

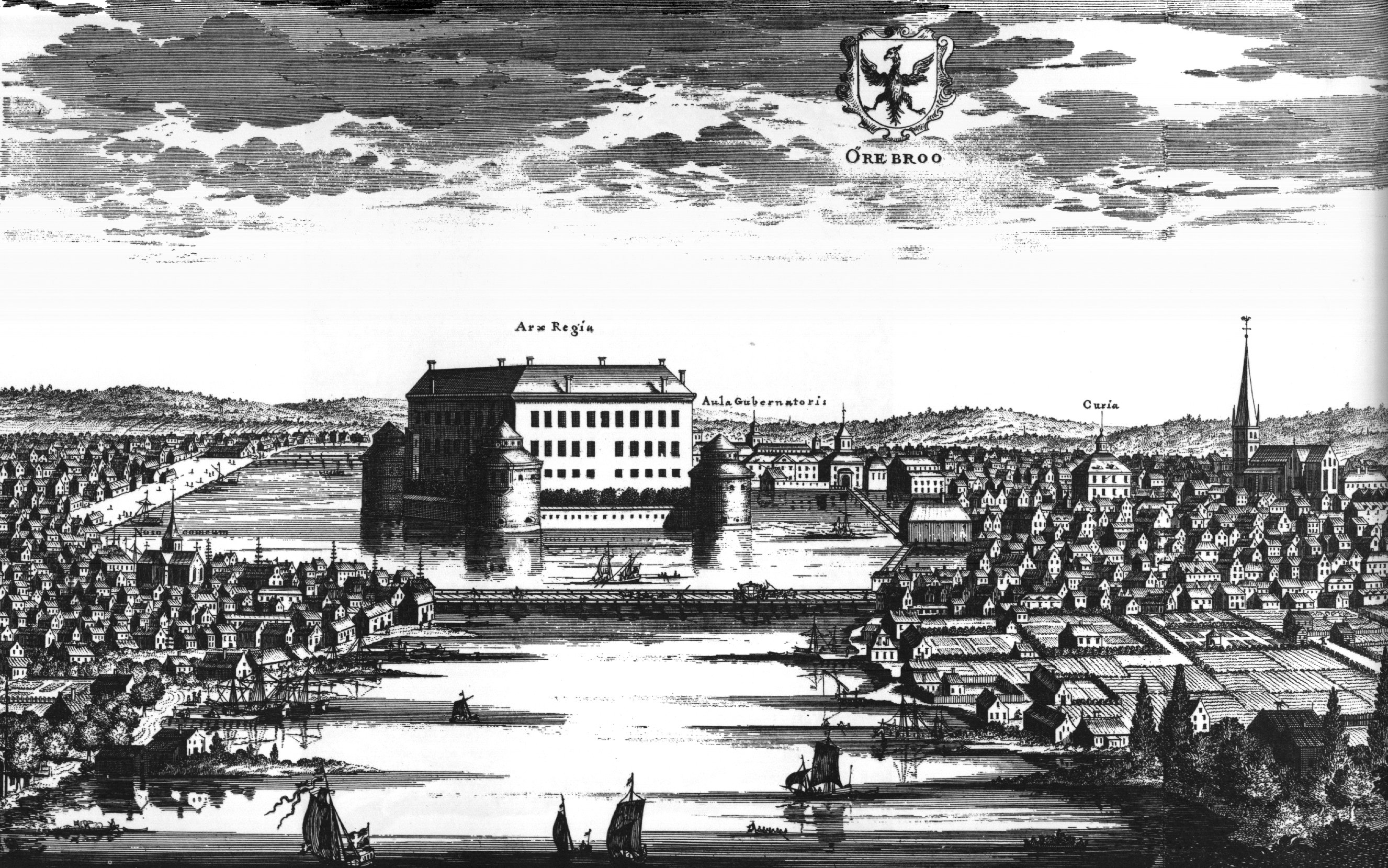
Örebro autour de 1680, extrait de Suecia antiqua et hodierna.

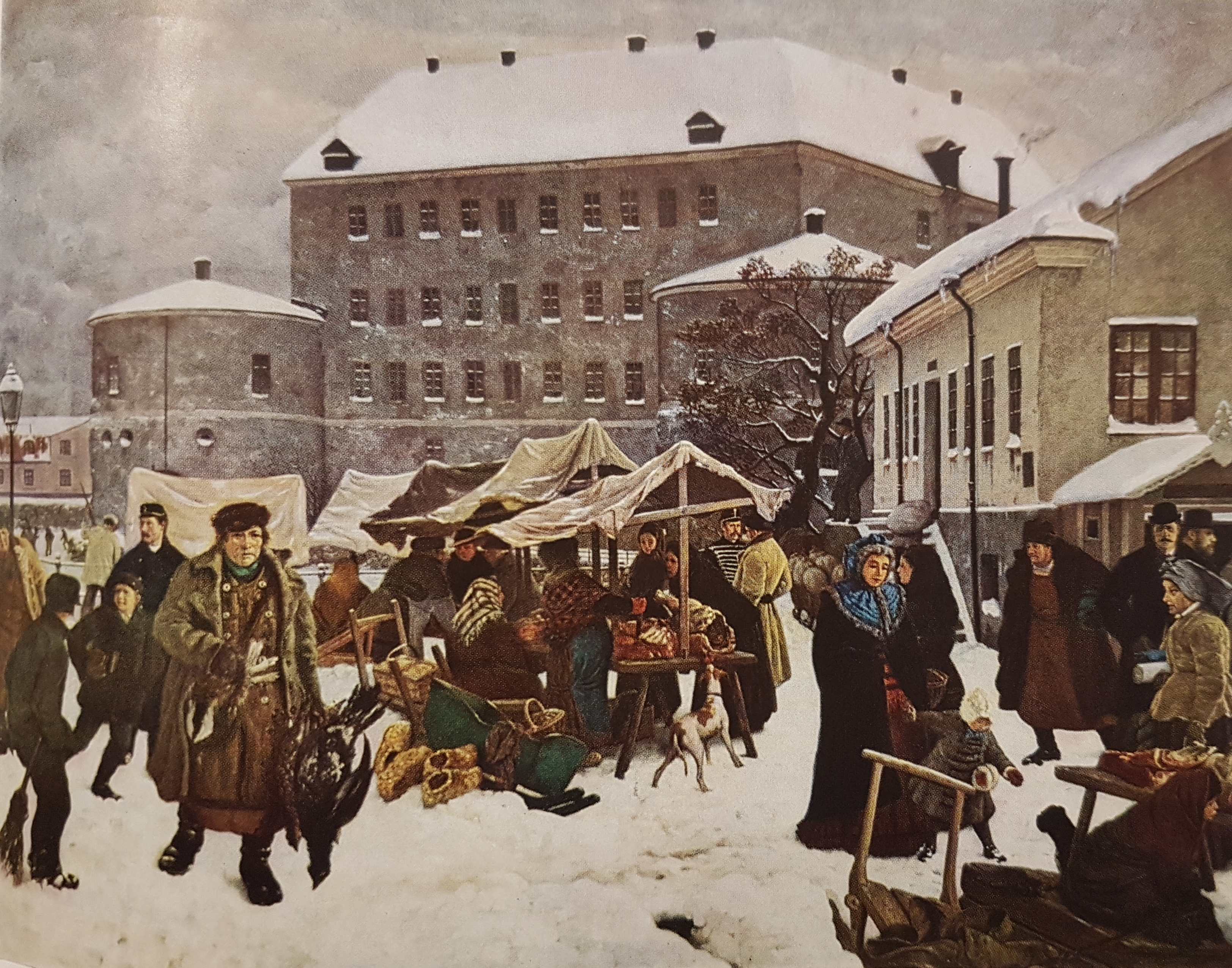
Örebro en 1879 par Axel Borg.

Vers la fin du XVIe siècle, la ville fut intégrée au duché du futur roi Charles IX de Suède. Grâce à ce dernier, elle gagna l'exclusivité sur le commerce du fer du Bergslagen, ce qui entraîna un important développement de la ville. Le roi transforma alors le château défensif en un château de la Renaissance et y tint plusieurs séances du Riksdag (parlement).
Cependant au milieu du XVIIe siècle, la ville perdit, comme beaucoup d'autres, le droit de commercer directement avec les ports étrangers. De plus, de nouvelles villes se développaient, qui venaient concurrencer Örebro. Ceci entraîna un nouveau déclin économique de la ville, et ce jusqu'au XIXe siècle.
La ville était malgré cela encore suffisamment importante pour accueillir l'élection du futur roi de Suède en 1810, au cours de laquelle le maréchal français Jean-Baptiste Bernadotte devint roi de Suède sous le nom Charles XIV Jean de Suède.

### Industrialisation
Une grande partie du centre-ville fut détruite lors d'un important incendie en 1854. La ville fut alors reconstruite selon un plan plus moderne, avec des rues plus larges et des bâtiments en pierre. L'industrie commença alors à se développer, en commençant par une fabrique d'allumettes. L'arrivée du chemin de fer dans la ville renforça son excellent réseau de communication, et l'entreprise nationale ferroviaire SJ installa dans la ville un atelier. À la même période, l'industrie de la chaussure commença à se développer, si bien qu'à son apogée, la moitié des chaussures fabriquées dans le pays l'étaient dans le comté.
Les industries, dont en particulier les fabriques de chaussure, commencèrent à disparaître dans les années 1970, et il n'en reste plus aucune aujourd'hui. La ville a alors transformé son économie en une économie de service et d'éducation avec en particulier l'arrivée de l'université d'Örebro.
Le 4 février 2025, une fusillade éclate dans une école du campus Risbergska. Selon le Premier ministre, il s'agit de la pire tuerie de masse de l'histoire du pays.

## Économie
Du fait de sa situation géographique, au centre de la Suède, Örebro est un centre logistique, et s'est classée 3e meilleur centre logistique du pays. Les entreprises de logistique emploient 4 000 personnes dans la ville. Cette situation favorable a attiré plusieurs importantes entreprises à Örebro, comme Atlas Copco, qui est le principal employeur privé de la ville, Haldex, Schneider Electric ou DHL.
Le tourisme est aussi une ressource économique importante, avec 3,5 millions de visiteurs par an. En particulier le parc aquatique de Gustavsvik, avec 610 000 visiteurs en 2008, figure parmi les sites touristiques les plus visités du pays.
Cependant, le principal employeur de la ville reste la commune, avec environ 11 000 employés, suivi par l'hôpital universitaire (plus de 3 500 employés) et l'université (1 211 employés).

## Transport

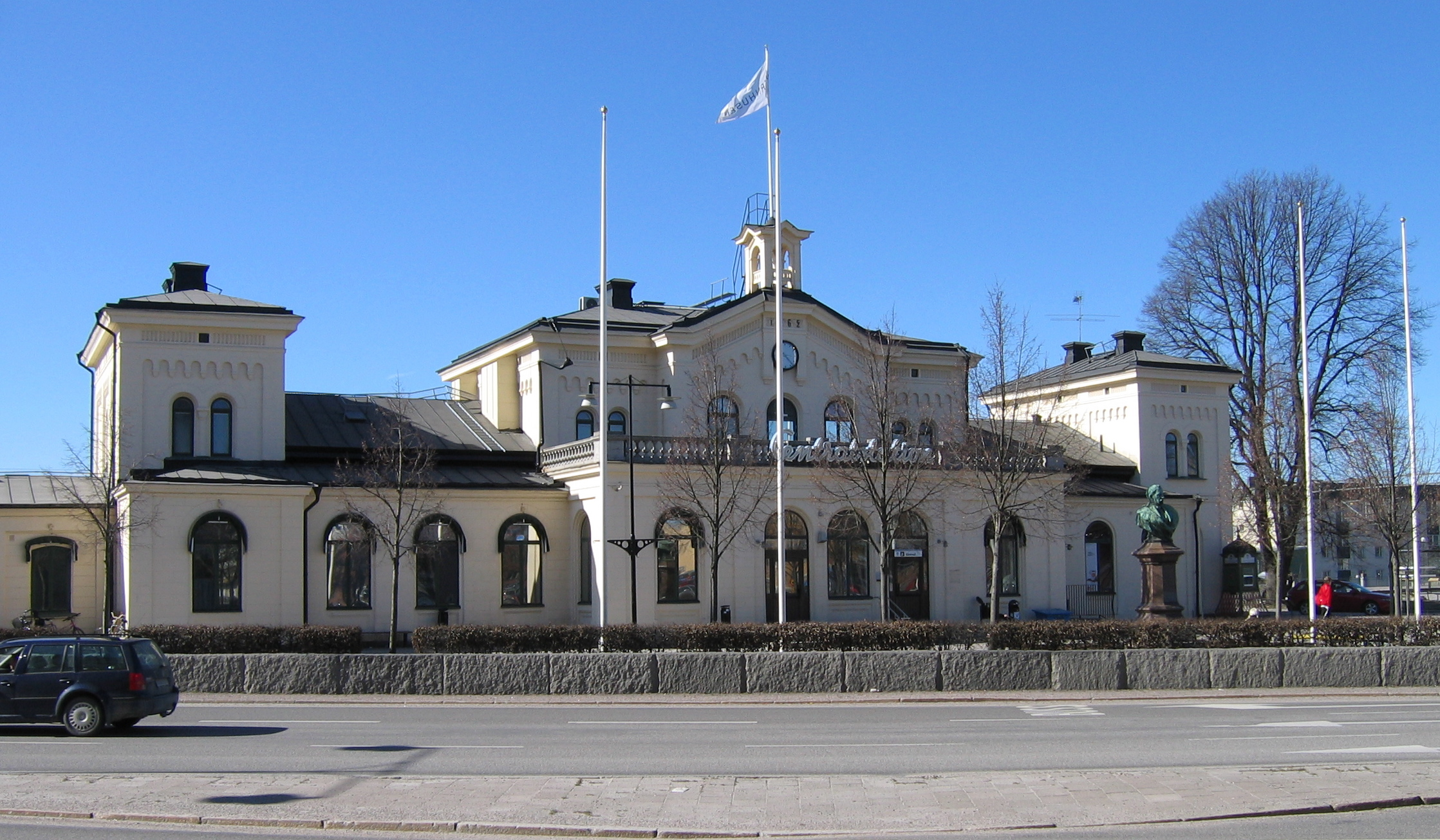
La gare centrale d’Örebro.

L'histoire d'Örebro est étroitement liée à sa position centrale dans les transports du pays, et ceci est toujours vrai de nos jours.

### Vélo
La ville compte 180 km de pistes cyclables. Les trajets à vélo représentent 30 % de l'ensemble des trajets. Elle a été élue ville cycliste de l'année 2003 en Suède.

### Transport routier
Pas moins de deux routes européennes traversent la ville: la E18 (Oslo-Stockholm) et la E20 (Göteborg-Stockholm). 
La ville est aussi reliée à Norrköping par les routes nationales 51 et 52. 
La route nationale 50 (Jönköping-Falun) permet d'assurer le transport dans un axe nord-sud.
La ville possède un important réseau de bus, avec 14 lignes, dont 8 lignes à haut niveau de service, et constitue le cœur du réseau de bus régional.

### Transport ferroviaire

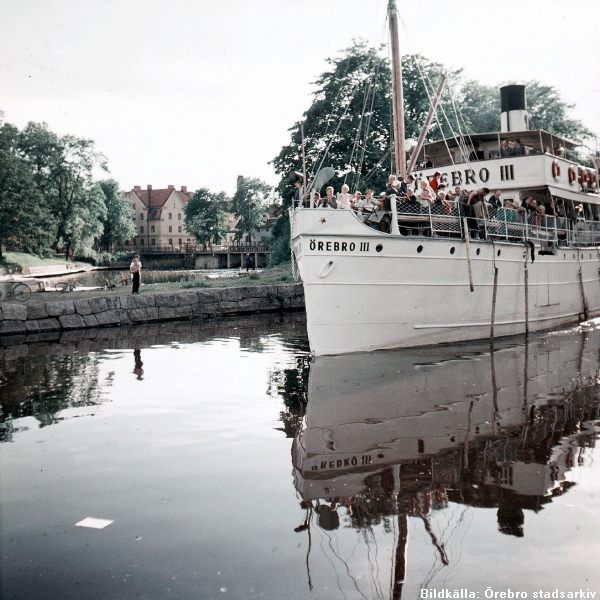
Le bateau Örebro III.

La ville d'Örebro eut très vite son premier chemin de fer: le premier tronçon de la première véritable ligne de chemin de fer du pays (Köping-Hults Järnväg) joignait la ville à Ervalla en 1856. La ligne fut ensuite prolongée jusqu'à Köping. Elle fut rejointe alors par la Stockholm-Westerås-Bergslagens Jernväg en 1875, permettant ainsi de relier Örebro à la capitale. 
Celle ligne s'appelle maintenant Mälarbanan (sv). La gare centrale d'Örebro se situe aussi sur la ligne Godsstråket genom Bergslagen (sv), reliant Mjölby à Storvik (commune de Sandviken), selon un axe nord-sud. Grâce au train, Örebro est situé à 2h de Stockholm et à 3h de Göteborg.
Il existe aussi un projet visant à construire une ligne de tramway dans la ville.

### Transport fluvial
Le transport fluvial dans la ville remonte à plusieurs centaines d'années. La profondeur de la rivière ne permettait pas alors aux bateaux d'aller jusqu'au centre-ville, le port était donc situé plus en aval. En 1888, le niveau du lac Hjälmaren fut baissé, et en même temps, une écluse fut construite, ainsi qu'un canal (le canal d'Örebro), permettant aux navires d'atteindre le centre-ville, où fut construit un nouveau port.
De nos jours, le port est principalement utilisé pour le tourisme.

### Transport aérien
La ville a depuis 1979 son propre aéroport, l'aéroport d'Örebro, situé à 12 km de la ville. Il a vu transiter 62 514 passagers en 2009, mais est avant tout un aéroport de fret.

## Population et société

### Démographie
La ville a subi une croissance démographique relativement constante depuis 1570, malgré la mauvaise situation économique de la ville entre le XVIIe siècle et la première moitié XIXe siècle. Mais à partir de la deuxième moitié du XIXe siècle, l'industrialisation naissante de la ville provoqua une accélération de cette croissance. Ceci dura jusqu'aux années 1970, et la crise des principales industries, dont en particulier l'industrie de la chaussure. Alors la population commença à décliner. La reconversion de la ville permit d'inverser cette tendance, et depuis les années 1990-2000, la ville a retrouvé son attractivité.
| 1570 | 1610 | 1650  | 1690  | 1730  | 1770  | 1810  | 1850  | 1890   | 1930   | 1950   |
| ---- | ---- | ----- | ----- | ----- | ----- | ----- | ----- | ------ | ------ | ------ |
| 357  | 788  | 1 521 | 1 720 | 1 864 | 2 287 | 3 233 | 5 177 | 14 547 | 37 522 | 63 521 |

| 1960   | 1965   | 1970   | 1975   | 1980   | 1990   | 1995   | 2000   | 2005   | 2010    | - |
| ------ | ------ | ------ | ------ | ------ | ------ | ------ | ------ | ------ | ------- | - |
| 71 310 | 77 576 | 87 125 | 88 125 | 84 830 | 85 858 | 90 814 | 95 354 | 98 237 | 107 038 | - |

### Éducation

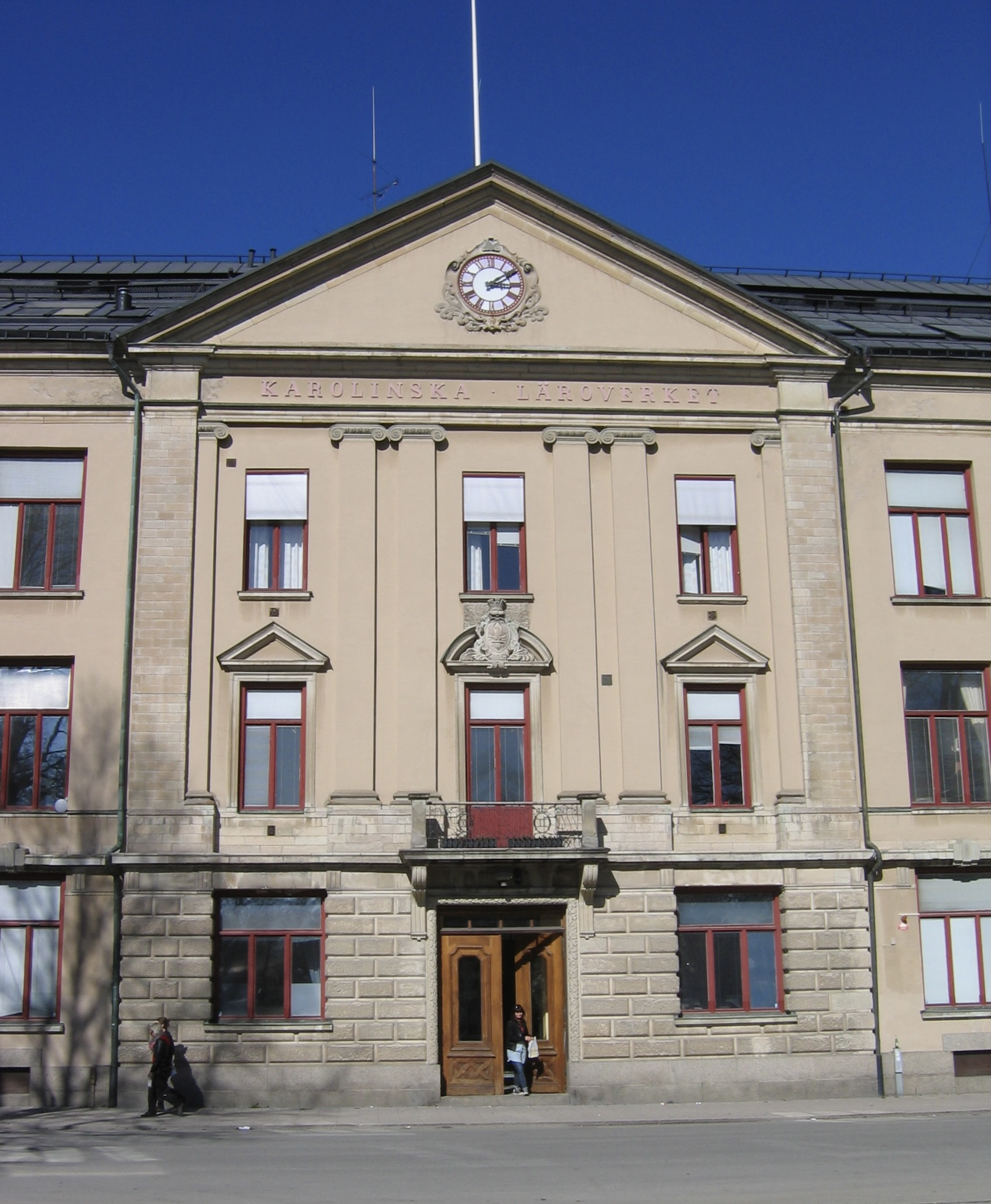
Bâtiment principal de Karolinska skolan, datant de 1832.

La première mention d'une école à Örebro date de 1347, à propos de celle qui deviendra Karolinska skolan. Elle était alors située près de l'église Nikolaikyrkan. L'école se développa beaucoup sous l'impulsion de Jacobus Rudbeckius, frère de Johannes Rudbeckius, fondateur du premier établissement d'enseignement secondaire du pays à Västerås. De nos jours, la commune comprend 59 écoles primaires et 16 Gymnasiums.
Dans les années 1960, Kungliga tekniska högskolan puis l'université d'Uppsala commencèrent à donner quelques cours à Örebro. Ceci amena en 1977 à la création d'une Högskola indépendante: Högskolan i Örebro. En 1999, l'école devint une université à part entière: l'université d'Örebro. Elle accueille maintenant 16 820 étudiants et emploie 1 211 personnes.

### Santé
La ville possède un important hôpital : l'hôpital universitaire d'Örebro. Avec plus de 3 500 employés, l'hôpital est un des principaux employeurs du comté. Il possède plusieurs domaines d'expertise, tels que la cardiologie, cancérologie et l'ophtalmologie, et il accueille ainsi des patients nécessitant des soins de haut niveau dans ces disciplines venant de divers endroits du pays.

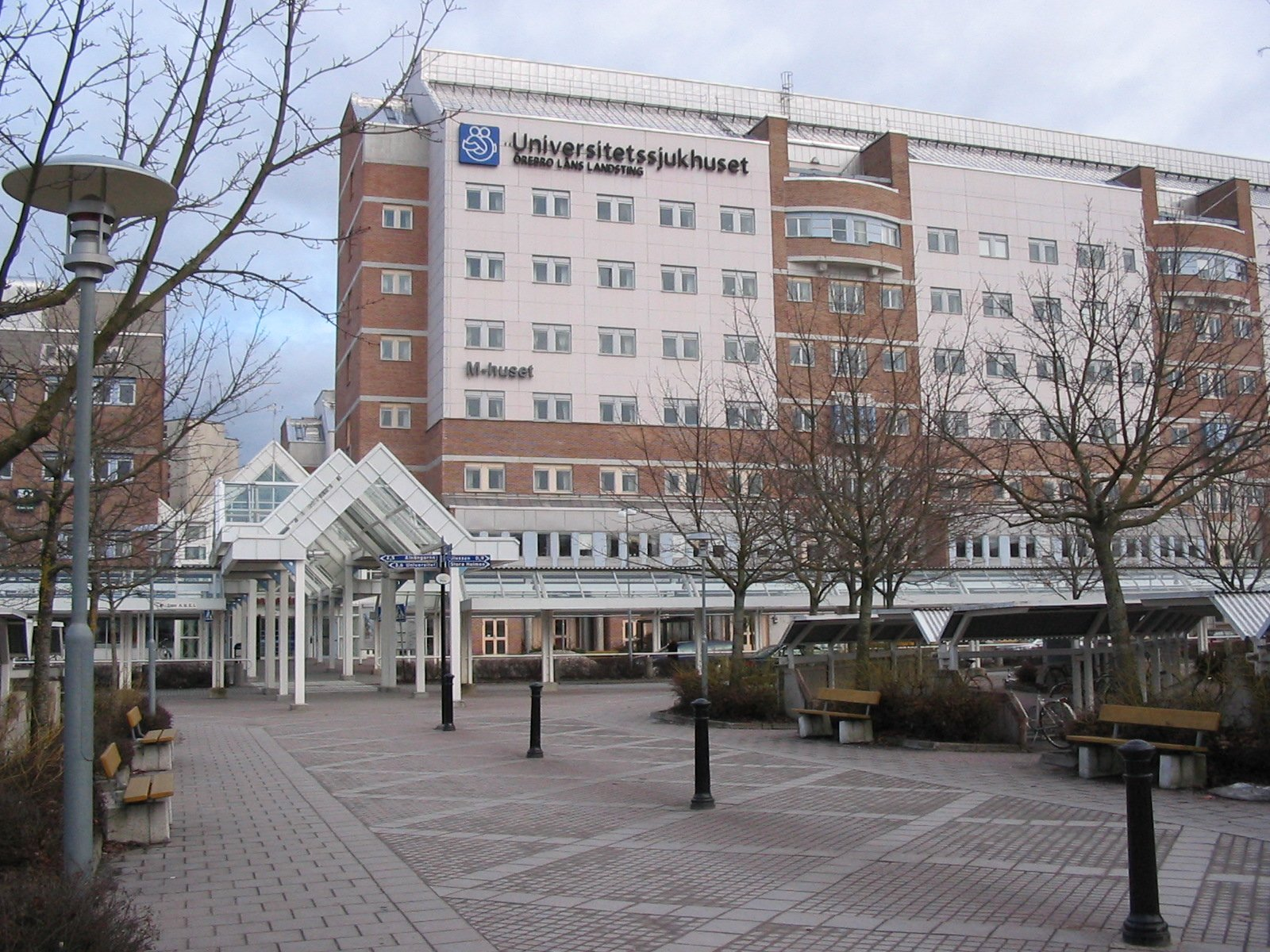
L'hôpital universitaire d'Örebro.

## Culture et patrimoine

### Patrimoine architectural
Le bâtiment le plus notable de la ville, en étant même le symbole, est le château d'Örebro. Il est situé sur un îlot de la Svartån. La première mention écrite du château date de 1364, dans une lettre d'Albert de Suède, mais des datations ont prouvé qu'il fut construit probablement au milieu du XIIIe siècle. Il avait alors un but principalement défensif. Il fut complètement rénové dans un style renaissance lors des travaux ordonnés par Charles IX de Suède. Cette rénovation dura jusqu'en 1627, mais le roi était déjà mort à cette époque, si bien qu'il resta essentiellement inoccupé. Il dut ainsi être rénové de nouveau en 1762, gagnant des éléments baroques mais ne prit son apparence actuelle que lors d'une nouvelle rénovation entre 1897 et 1900. De nos jours, le château est une attraction touristique majeure de la ville, mais il peut aussi servir de salle de conférence ou salle de fête, et possède un restaurant.
L'église principale de la ville, Sankt Nicolai kyrka ou Nikolaikyrkan (église de saint Nicolas), est à peu près contemporaine du château, ayant été construite entre la seconde moitié du XIIIe siècle et le milieu du XIVe siècle. La tour fut construite au cours du XVe siècle, et fut fortement modifiée au cours de l'importante rénovation de la fin du XIXe siècle. Elle a la particularité d'être en granite dans sa partie inférieure, et en brique dans la partie supérieure. Engelbrekt Engelbrektsson est enterré dans l'église.

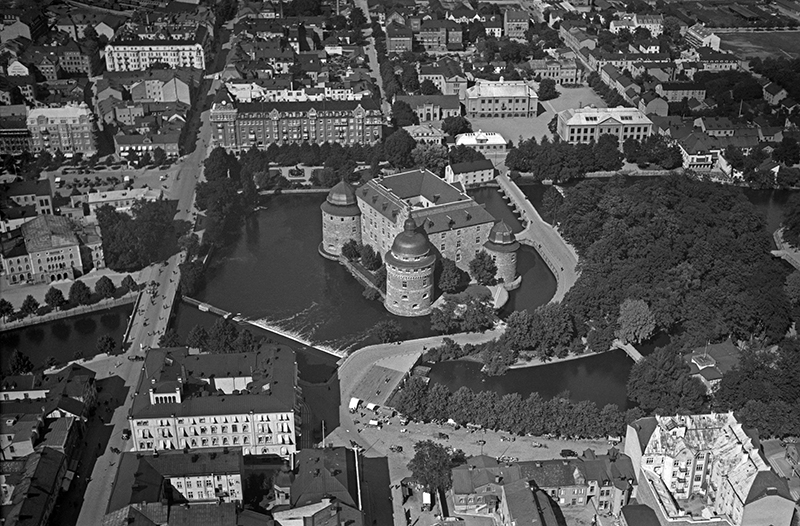
Vue aérienne du château en 1937.
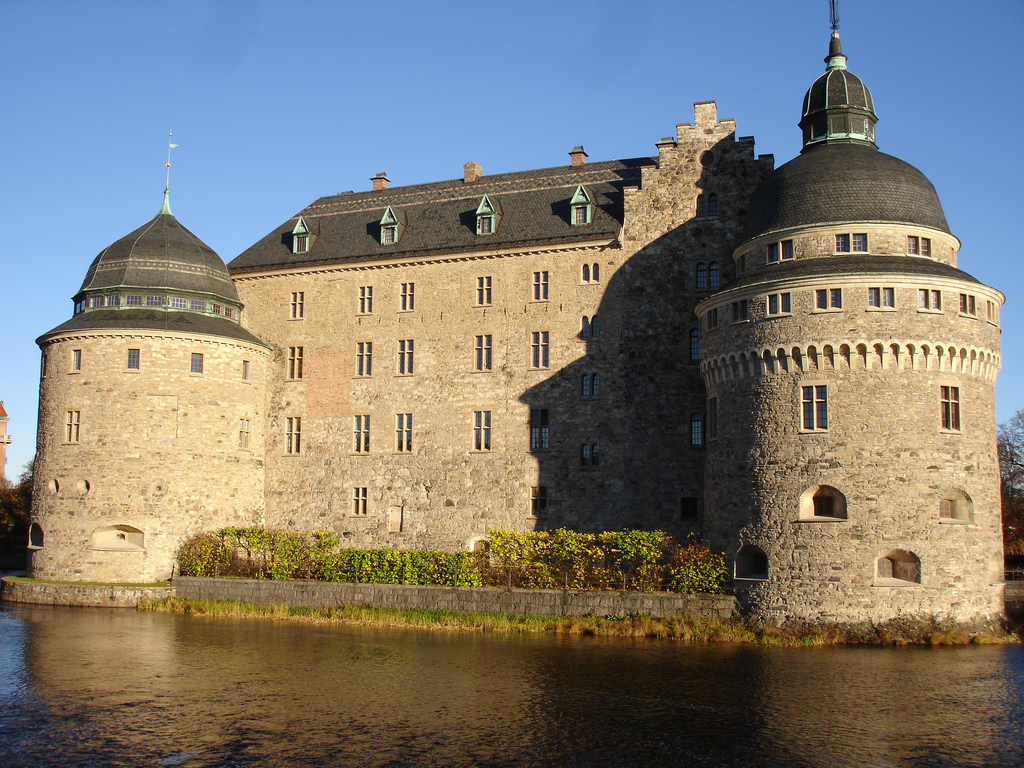
Le château d'Örebro en 2007.
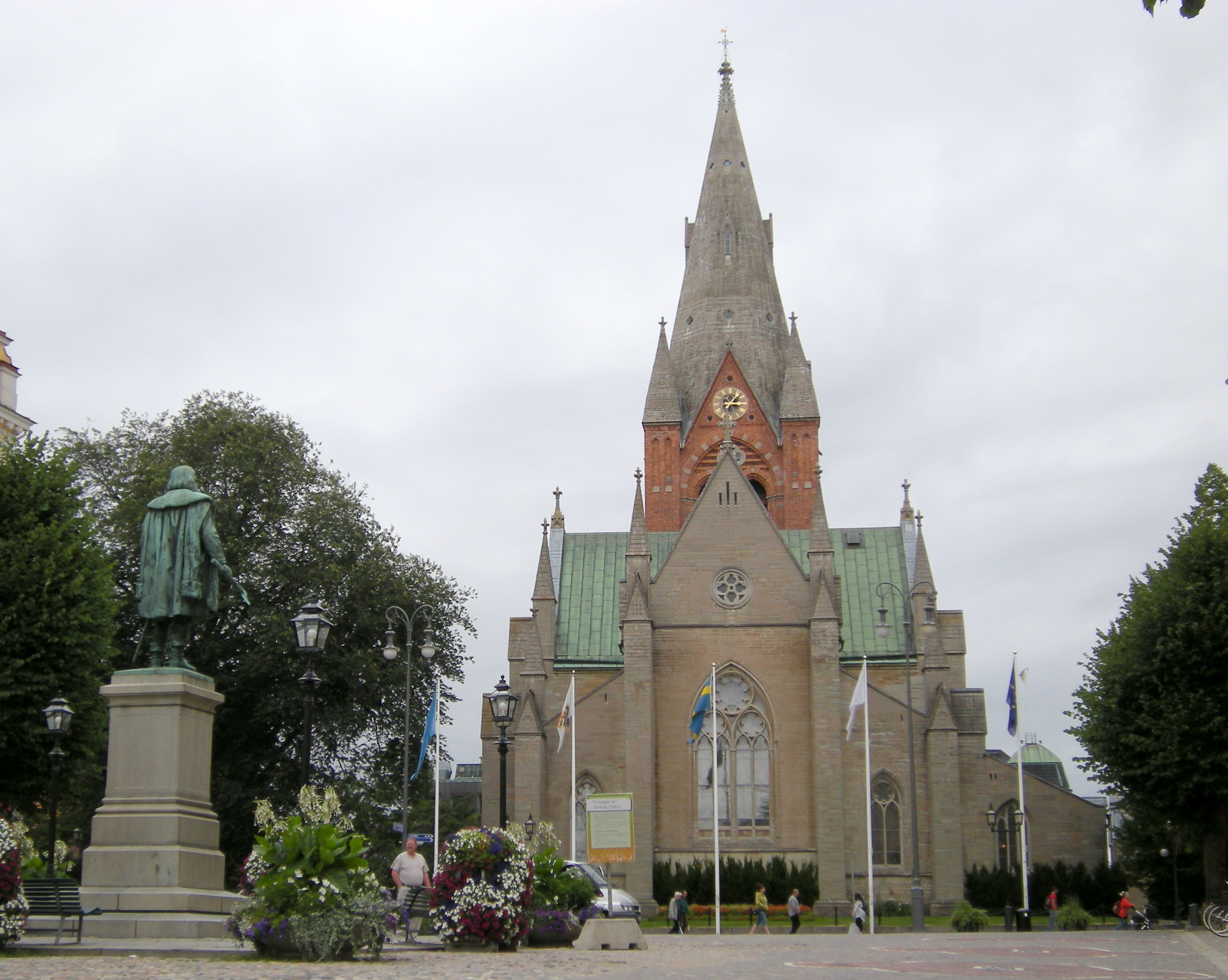
L'église Sankt Nikolai.

Le centre-ville ayant été en majeure partie détruit lors de l'incendie de 1854, il ne reste que très peu de bâtiments antérieurs à cet évènement. En revanche, après cet incendie, les bâtiments du centre-ville furent construits en pierre, et non en bois. Il existe ainsi plusieurs bâtiments intéressants datant de cette époque, tel que le bâtiment Gamla Sparbankshuset (aussi appelé Allehandaborgen du fait de l'installation du quotidien Nerikes Allehanda dans ses locaux) construit en 1891. C'est aussi de cette époque que date l'hôtel de ville d'Örebro, construit en 1863 dans un style néogothique.

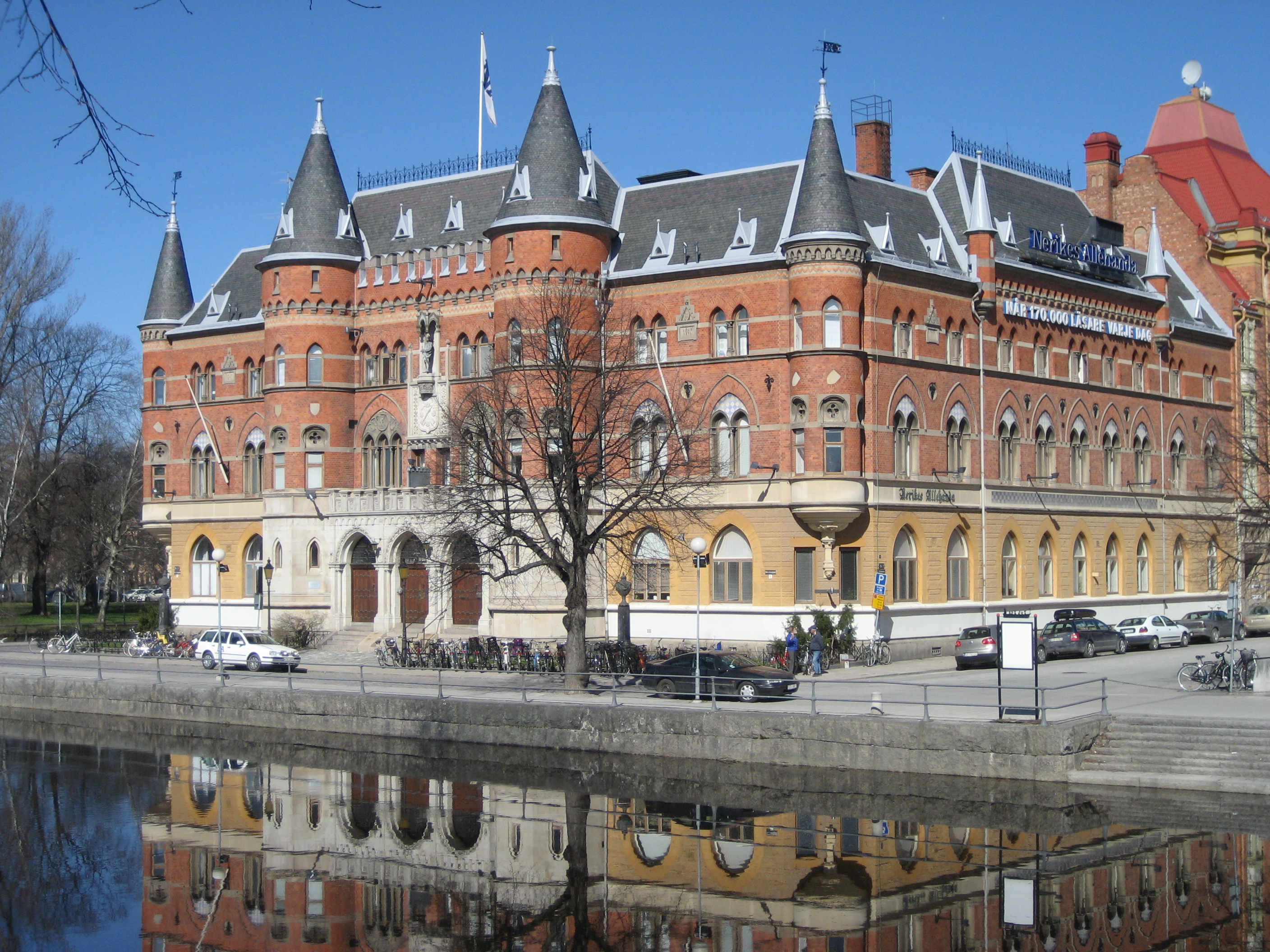
Gamla Sparbankshuset, siège du quotidien Nerikes Allehanda.
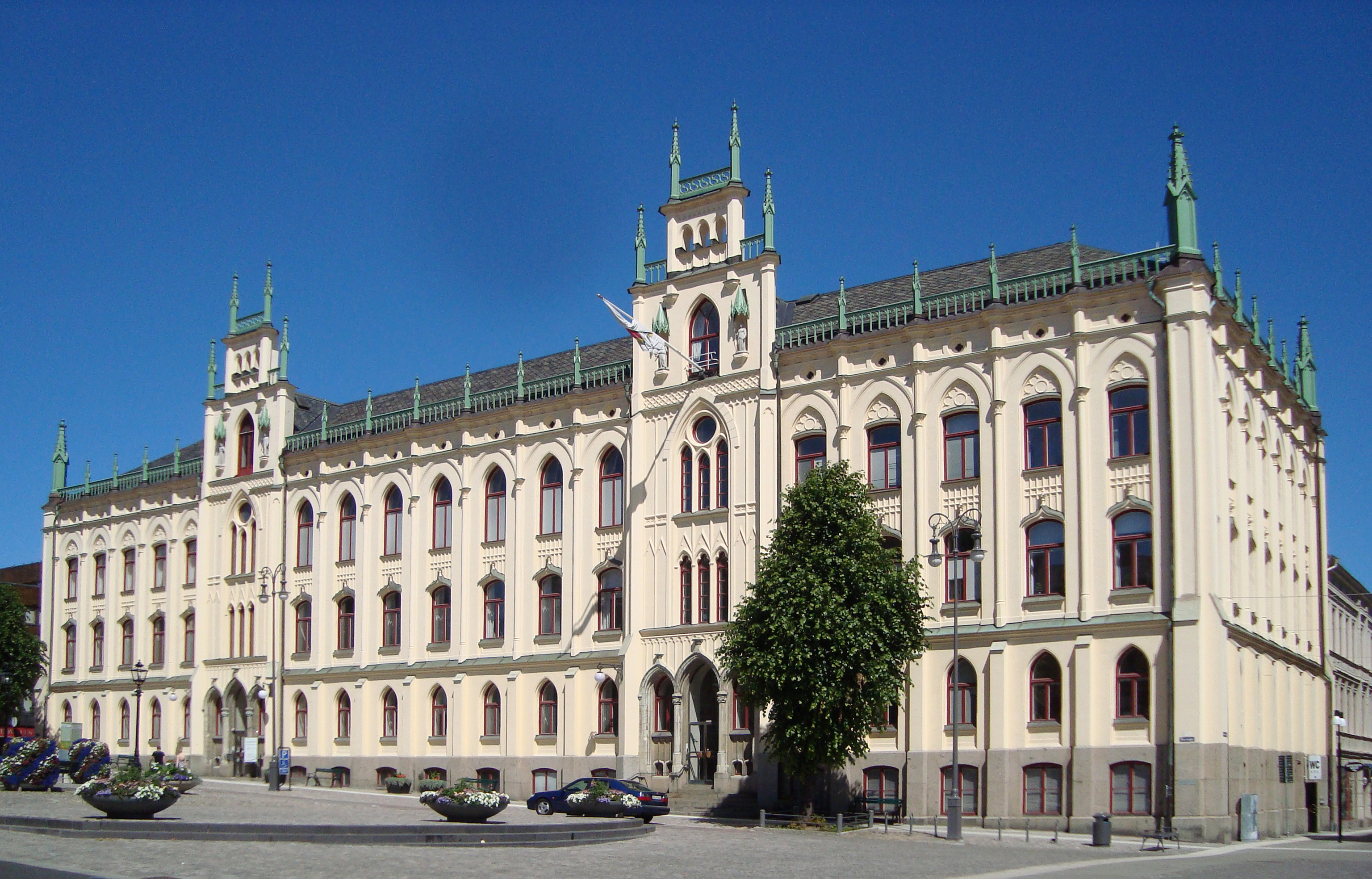
L'hôtel de ville.
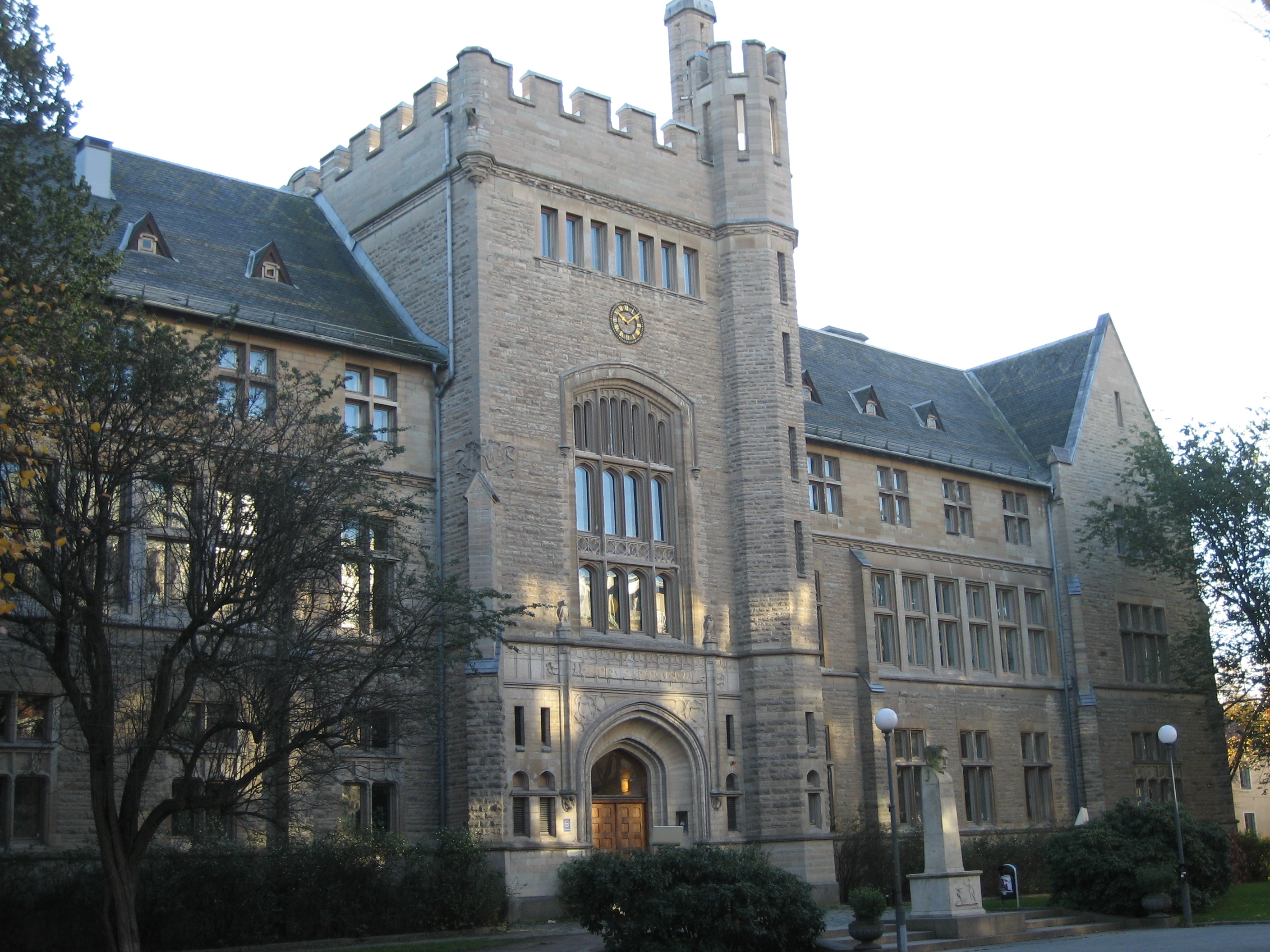
Le bâtiment « Borgen » de l'école Rudbecksskolan, datant de 1901[47].

### Musées

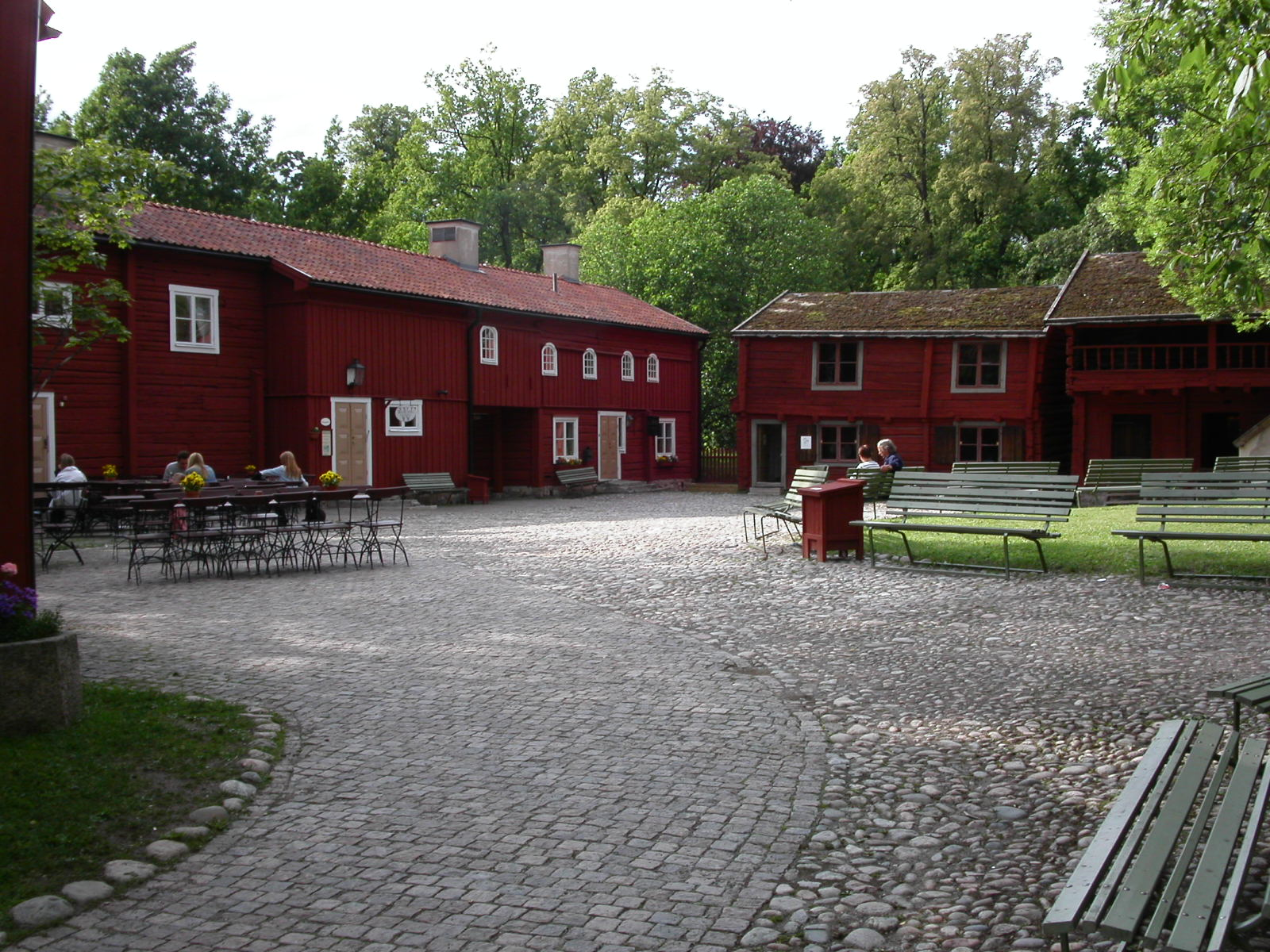
Maisons traditionnelles dans le musée Wadköping.

Près des rives de la Svartån, à l'est du centre-ville, se trouve le musée de plein-air de Wadköping, nommé d'après la ville imaginaire créée par l'écrivain Hjalmar Bergman. Le musée, fondé en 1965, rassemble des bâtiments et jardins déplacés ici depuis leur emplacement originel du centre-ville. Le musée est divisé en deux par une rue, avec d'un côté les bâtiments du XVIIe au XIXe siècle, tandis que l'autre côté se concentre sur des bâtiments d'après l'incendie de 1854.
Juste à l'extérieur de la ville se trouve le manoir de Karlslund et ses jardins. Le site date du XVIe siècle, époque à laquelle il s'agissait essentiellement d'un domaine agricole. Le manoir fut construit plus tard, en 1809. Le site abrite maintenant plusieurs petits musées, répartis dans divers bâtiments.

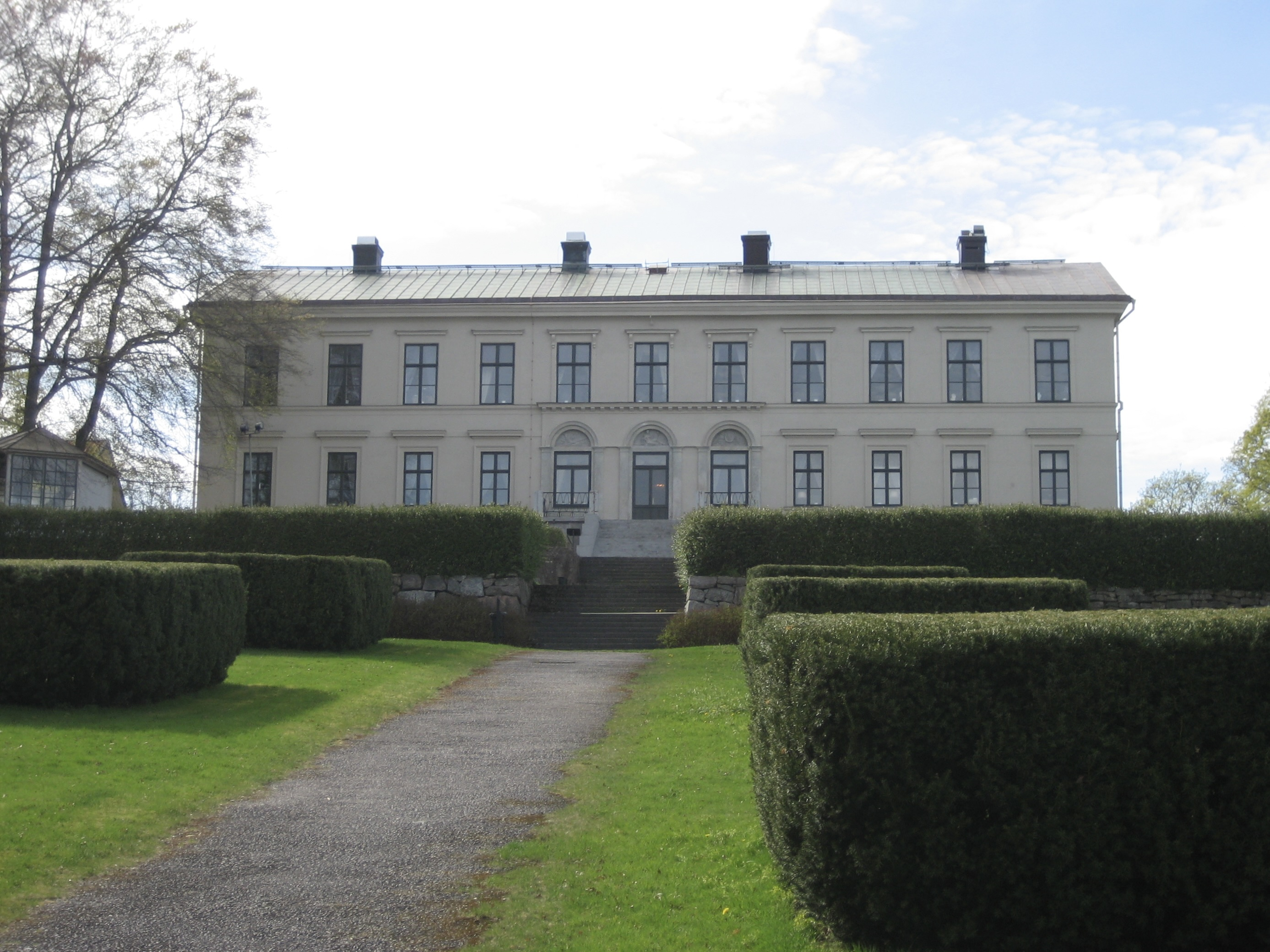
Le manoir de Karlslund.
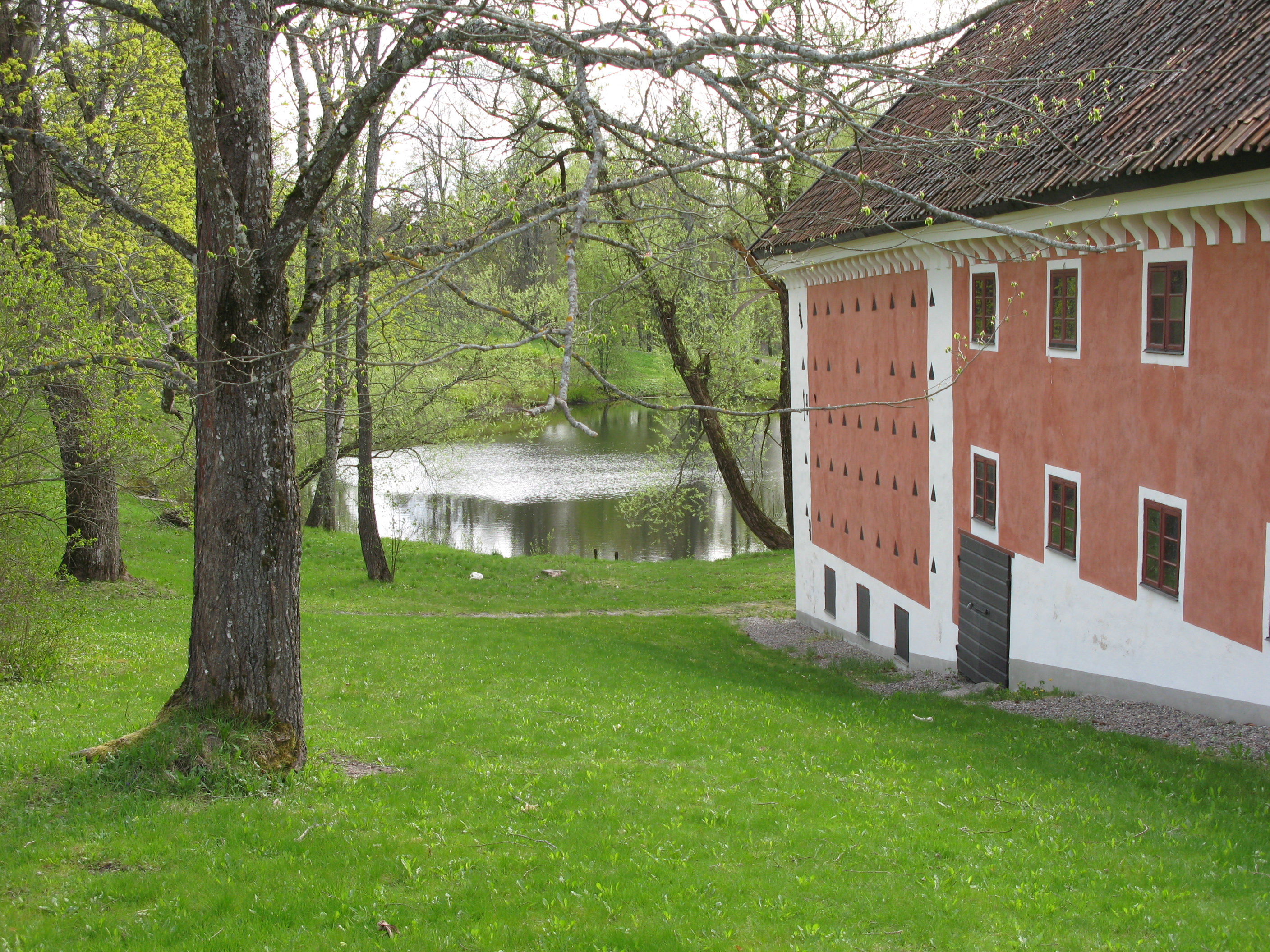
Une partie des jardins de Karlslund.

Étant le chef-lieu du comté d'Örebro, la ville possède aussi le musée du comté, visité par 159 178 personnes en 2008. Le musée possède plusieurs collections relatant la vie dans le comté au cours de l'histoire.

### Personnalités
- Lars Wivallius (1605-1669), poète suédois
- Karin Larsson (1859-1928), artiste et décoratrice, épouse de Carl Larsson.
- Einar Gjerstad (1897-1988), archéologue
- Håkan Malmrot (1900-1987), nageur suédois, double champion olympique en 1920
- Hjalmar Bergman, auteur
- Edita Morris, journaliste et romancière
- Allan Ekelund, producteur de cinéma (principalement de Ingmar Bergman)
- Jussi Björling, ténor
- Mary Stävin, Miss Monde en 1977
- Susanne Wiberg-Gunnarsson (1963-), championne olympique de kayak.
- Le groupe de musique punk, Millencolin
- Le groupe de grindcore Nasum
- Nina Persson des Cardigans, née en 1974
- Daniel Westling né en 1973, actuel prince de Suède depuis son mariage avec la princesse Victoria de Suède.
- Olaus Petri, un des principaux acteurs de la réformation de la Suède
- Karl Manne Georg Siegbahn, prix Nobel de physique
- Stig Blomqvist pilote de rallye
- Ronnie Peterson (1944-1978), pilote de Formule 1
- Carl Gunnarsson joueur de hockey sur glace
- Emilia Fahlin née en 1988, cycliste.
- Le groupe de stoner/desert rock Truckfighters
- Le groupe de blues rock Blues Pills
- Le groupe de rock stoner psychedelic Asteroid
- Le groupe de rock Smash Into Pieces

- Jimmy Durmaz, footballeur au Toulouse Football Club, et joueur international pour l'équipe de Suède.

## Jumelages
| Ville | Ville | Pays | Pays  |
| ----- | ----- | ---- | ----- |
|       | -     |      | Suède |

La commune d'Örebro a mis un terme aux jumelages établis avec des villes situées hors des pays nordiques, ces jumelages prenant fin au plus tard le 31 décembre 2021.
Les jumelages subsistants sont donc tous établis avec des villes nordiques et sont les suivants :
- Drammen (Norvège) depuis les années 1950
- Kolding (Danemark) depuis les années 1950
- Lappeenranta (Finlande) depuis les années 1950
- Stykkishólmur (Islande) depuis 1979